# Griego medieval
El griego medieval (en griego antiguo: Ῥωμαϊκή Ἑλληνική [Rhōmaïké Hellēniké]; en griego moderno: Μεσαιωνική ελληνική [Mesaionikí ellinikí] o Ρωμαϊκή ελληνική [Romaikí ellinikí]; en latín: Lingua Graeca media) es un término lingüístico que describe el tercer período en la evolución histórica del idioma griego.  También es conocido como griego medio, griego bizantino o romaico.  Su desarrollo se sitúa convencionalmente entre el final de la Antigüedad Clásica, en los siglos IV y V, y el final de la Edad Media; es decir, entre los años 330 (fundación de Constantinopla) y 1453 (caída de la ciudad en poder del Imperio otomano); esto es, durante el Imperio bizantino (siglos V al XV d. C.), aunque lingüísticamente las transformaciones más importantes se produjeron a partir del siglo VIII.  Puesto que coincidió con la historia del Imperio romano de oriente, recibe a menudo el nombre de griego bizantino.

## Historia
En el siglo IV, cuando la capital del Imperio romano fue trasladada a Constantinopla, la lengua oficial del estado era todavía el latín, si bien la lengua, tanto oral como literaria, de toda la parte oriental del Imperio era el griego. El griego era también el idioma de la Iglesia y de la educación. Existió una situación de diglosia entre el griego y el latín durante más de dos siglos, pero los emperadores bizantinos comenzaron muy pronto a favorecer el uso del griego. El latín se mantuvo, sin embargo, en las inscripciones y acuñaciones monetarias hasta el siglo XI.
En los siglos V y VI se produjo una progresiva helenización del Imperio de Oriente, que causó el definitivo desplazamiento del latín por el griego como lengua de la administración imperial. No obstante, los habitantes del Imperio bizantino no dejaron nunca de considerarse romanos (ρωμαίκοι, romaikoi), y dieron a su estado el nombre de Ανατολική Ρωμαϊκή Αυτοκρατορία (Anatoliké Romaiké Autokratoría), subrayando así su condición de continuación del Imperio romano y la legitimidad de sus reivindicaciones territoriales sobre Occidente.

## Evolución de lakoinéhelenística a la medieval

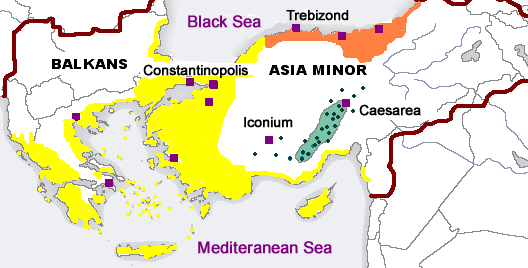
Usualmente se diferencian al menos tres bloques dialectales del griego medieval: el bizantino propiamente dicho (amarillo), el póntico (naranja) y el capadocio (verde), también habrían existido variedades en Italia (antecesoras del moderno griko) y el antecesor del moderno tsakonio es más probable.

Durante la época medieval, el principal centro cultural del mundo griego no fue Atenas, sino Constantinopla. La capital del Imperio es el centro lingüístico tanto del lenguaje literario aticista como de las formas populares de la lengua oral. En la práctica se dio una situación de diglosia entre la koiné literaria, que presenta rasgos arcaicos, equivalentes a los del aticismo helenístico, y la koiné popular, evolución de la koiné griega (κοινή). Del mismo modo que los intelectuales de Occidente utilizaron el latín clásico para su obra literaria, los bizantinos tendieron a usar arcaísmos con elementos del aticismo. Pablo Silenciario escribió durante el reinado de Justiniano su Descripción de Santa Sofía (Έκφρασις της Αγίας Σοφίας), utilizando yambos y hexámetros homéricos que fueron caracterizados como «un idioma oscuro y poético». Los historiadores Procopio de Cesarea y Critóbulo imitaron a Tucídides, e incluso Ana Comnena, en el siglo XII, posee un estilo marcadamente aticista. 
Los escritores eclesiásticos hasta el siglo IV utilizaron la koiné popular, siguiendo el ejemplo de los Evangelios, pero posteriormente, a causa de la influencia de los padres de la iglesia capadocios, que habían sido educados en escuelas griegas de retórica, empezaron a utilizar la lengua literaria para combatir con sus propias armas al paganismo helénico. Con el tiempo, el lenguaje aticista sería un instrumento fundamental de los escritores eclesiásticos para luchar contra las herejías. 
En las obras escritas durante el período que abarca desde el reinado de Justiniano hasta la caída de Constantinopla a manos de los turcos otomanos en 1453, las formas tradicionales de la koiné perdieron su fuerza y su vigor expresivos, debido a que la lengua griega se mezcló con elementos extraños de las lenguas de los distintos pueblos que habitaban el imperio bizantino.

### Evolución del léxico

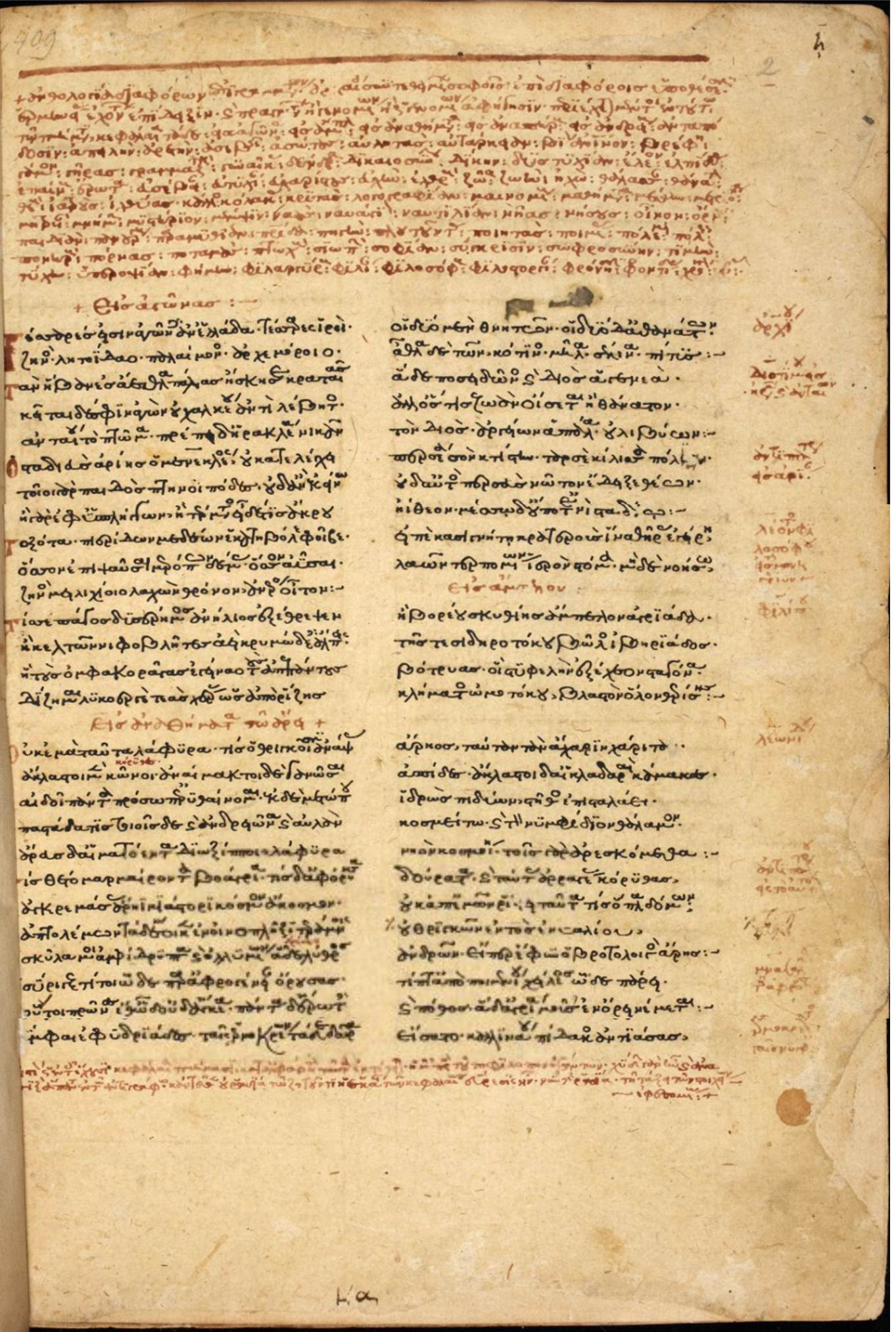
Manuscrito de la Antología de Planudes (c.1300)

A causa de la largo tiempo mantenida diglosia entre el latín y el griego, el griego medieval recibió numerosos préstamos del latín, algunos de los cuales han sobrevivido en el griego moderno. Algunas de las palabras o locuciones de origen latino, presentes en el griego medieval son las siguientes (las negritas indican que estas voces sobreviven en griego moderno):
Frases frecuentes:
- άνω φηλικίσιμε! < Annos Felicissimos!
- βαίνε < Bene (Venisti!)
- του βίκας! < tu vincas!
- ιν μούλτος άννος! < in multos annos!

Lenguaje cotidiano:
Αύγουστος (Augusto), Καίσαρ (César), πρίγκιψ (Príncipe), κόμης (Conde), μάγιστρος (maestro), κοιέστωρ (Quaestor, cuestor), σιλεντιάριος, παλάτιον (palacio), κουροπαλάτης, ακτουάριος (actuario), καγκελλάριος (canciller), Μαγναύρα, λάβαρον (lábaro), βούλλα (bula), τίτλος (título), αντιμήνσιον, κανδήλιον (candela), μανουάλιον (manual), φαιλόνιον, σακελλάριος, τιτουλάριος, καλένδαι (calendas), βίσεκτος, etc.
Nombres:
Αξούγγιον, βερίκοκον, βίγλα, βούκα, γούλα, εξέμπλιον, καλαμάριον, καλλίγιον, κάγκελον, κάρβουνον, κουβούκλιον, στέρνα, λουκάνικον, λωρίον, μάγκιψ, μάγουλον, μακελλάρης, μανίκιον, μαρούλιον, μενσάλιον, μίλλιον, μουλλάριον, οσπίτιον, παλούκιον, πανάριον, πέδικλον, πούγγιον, σέλλα, σέρβουλον, σκαμνίον, σκουτέλλιον, στάβλος, ταβέρνα, τάβλα, φλάσκα, φόρος, φούρκα, φούρνος etc.
Adjetivos:
Βαρβάτος, βένετος, μπλάβος etc.
Verbos:
Ακκομβίζω, βουλλώνω, καβαλικεύω, κανακεύω, μισσεύω, πλουμίζω, φουρνίζω etc.
Sufijos:
- -aton: Μαγιστράτον, μανδάτον, δουκάτον etc.

- -atos: Αμυγδαλάτος, καρυδάτος, κυδωνάτος, πιπεράτος etc.

- -arios: Νοτάριος, σχολάριος etc.

- -poullos/poullon: Κομητόπουλλος, Τουρκόπουλλος, Αρχοντόπουλλον, Φραγκόπουλλον etc.

- -isios: Καστρήσιος, κολονήσιος, βουνήσιος etc.

- -anos: Δέκανος, Πάγανος etc.

- -alion: Μανουάλλιον, Μενσάλλιον, τριβουνάλιον etc.

### Evolución fonológica
En la fonología, se generalizaron varias innovaciones que ya habían aparecido en la koiné griega.
- La vocal  η ya se había confundido con ι, salvo en el griego del Ponto y en el griego de Capadocia, donde se conservó su anterior pronunciación (νύφε, κεπίν, τίμεσον, Ελλένικος, θελυκό, πεγάιδι).

- La vocal υ y el diptongo οι, que en la koiné helenística habían tomado el sonido de la vocal francesa u, se confunden también con ι en el siglo X, excepto en algunos dialectos locales como los de Egina, Megara y Cumas (κιούτομαι, χιούρος, τσιουλία, Κούμη).

- La vocal ω se convierte en algunos casos en ου (ζουμιν, κλουβίν, κουνούπιν, κουπίν, αλωπού, μαιμού, Γιλλού).

- La vocal ε se transforma en ι cuando va seguida de α y ο, y durante el siglo XIII perdió su tonicidad (μηλέα>μυλιά, λεοντάριν>λιοντάριν), en todas partes excepto el Ponto, Capadocia, las Islas Jónicas y el sur de Italia.

- La vocal ο fue desapareciendo gradualmente de la terminación -ιον, -ιος (καλαμάριν, κουβάριν, σακκίν, χαρτίν, κύρις).

- La combinación fonética ου-ε se pronuncia ocasionalmente como ο (μόδωκε, οπόχουν, πόναι, οπόκαμεν, πόλειπες).

- Las consonantes κ y π se convierten en ocasiones en χ y φ cuando van seguidas de τ (νύχτα, προσεχτικά, σουδαχτικά, εκλεχτοί, εφτά, λεφτός, φτωχός, βαφτίζω).

- La consonante θ se trasforma a veces en τ cuando va precedida por φ y χ (εγεύτη, φτοράν, φτόνος, παρευτύς, εταράχτησαν, να συναχτούν, να δεχτούμε, μάχεστε, επιάστη).

- La vocal υ en los diptongos αυ y ευ, que en época de la koiné griega ya habían tomado el sonido de φ y β, ahora deja de pronunciarse cuando va seguida de μ (θάμα, ψέμα), y se convierte en π cuando va seguida de σ (απεζέψασιν, επλέψασιν, ωδήγεψαν, να θεραπέψουν, ανάπαψη).

- La vocal υ en la combinación υν se transforma en μ (εύνοστος>έμνοστος, χαύνος>χάμνος, ελαύνω>λάμνω).

- Las consonantes nasales μ y  ν dejan de pronunciarse cuando van seguidas de consonantes fricativas sordas (νύφη, άθος, πεθερός).

- La -ν final continúa pronunciándose (καλαμάριν, κουβάριν, σακκίν, χαρτίν) y en varias ocasiones aparece de forma equivalente (γάλαν, οξύγαλαν, πράμαν, εγίνοτον, επνίγην, εκτίστην).

## Declinaciones
Las declinaciones del griego antiguo

### Enlaces
- Cyril Mango. Byzantium: The Empire of New Rome. Scribner's, 1980.

- Datos: Q36387